# Nonoka Ozaki
Nonoka Ozaki (jap. 尾﨑野乃香 Ozaki Nonoka; ur. 23 marca 2003) – japońska zapaśniczka walcząca w stylu wolnym. Brązowa medalistka olimpijska z Paryża 2024 w kategorii 68 kg. Złota medalistka mistrzostw świata w 2022 i 2023; brązowa w 2021 roku. 
Wicemistrzyni igrzysk azjatyckich w 2022. Wygrała mistrzostwa Azji w 2022 i 2024; trzecia w 2023 i 2025. 
Wygrała igrzyska olimpijskie młodzieży w 2018. Mistrzyni świata U-23 w 2022, a także juniorów w 2022. Mistrzyni świata kadetów w 2018 i 2019 i Azji kadetów w 2019. Mistrzyni Japonii w 2020 roku.